# Ophiomyia memorabilis
Ophiomyia memorabilis este o specie de muște din genul Ophiomyia, familia Agromyzidae, descrisă de Spencer în anul 1974.
Este endemică în Israel. Conform Catalogue of Life specia Ophiomyia memorabilis nu are subspecii cunoscute.